# American Tour 1972 (The Rolling Stones)
American Tour 1972 bylo koncertní turné britské rockové skupiny The Rolling Stones, které sloužilo jako propagace alba Exile On Main St. Turné bylo zahájeno koncertem v kanadském Vancouveru a bylo zakončeno koncertem v Madison Square Garden v New York City. Turné i album sklidilo obrovský úspěch.

## Nahrávky
Koncerty v Texasu byly nahrány pro film Ladies and gentlemen: The Rolling Stones který měl premiéru v roce 1974. Videozáznam vyšel na DVD/Blue-Ray v roce 2011. Během turné byl také natáčen dokumentární film Cocksucker Blues, který zachycuje členy skupiny v zákulisí turné. Jsou zachyceni na hotelových pokojích při konzumaci drog a provádění sexuální orgie. Tento film však nikdy nevyšel.

## Seznam nejčastěji hraných skladeb
Autory skladeb jsou Jagger/Richards. pokud není uvedeno jinak.
1. Brown Sugar
2. Bitch
3. Rocks Off
4. Gimme Shelter
5. Happy
6. Tumbling Dice
7. Love in Vain
8. Sweet Virginia
9. You Can't Always Get What You Want
10. All Down the Line
11. Midnight Rambler
12. Bye Bye Johnny (Berry)
13. Rip This Joint
14. Jumpin' Jack Flash
15. Street Fighting Man

## Sestava
The Rolling Stones
- Mick Jagger – zpěv, harmonika
- Keith Richards – kytara
- Mick Taylor – kytara
- Bill Wyman – baskytara
- Charlie Watts – bicí

Doprovodní členové
- Ian Stewart – piáno
- Nicky Hopkins – piáno
- Bobby Keys – saxofon
- Jim Price – saxofon

## Turné v datech
| Datum             | Město            | Stát          | Místo                                |
| ----------------- | ---------------- | ------------- | ------------------------------------ |
| 3. června 1972    | Vancouver        | Kanada        | Pacific Coliseum                     |
| 4. června 1972    | Seattle          | Spojené státy | Seattle Center Coliseum              |
| 6. června 1972    | San Francisco    | Spojené státy | Winterland Ballroom                  |
| 8. června 1972    | San Francisco    | Spojené státy | Winterland Ballroom                  |
| 9. června 1972    | Los Angeles      | Spojené státy | Hollywood Palladium                  |
| 10. června 1972   | Long Beach       | Spojené státy | Long Beach Arena                     |
| 11. června 1972   | Inglewood        | Spojené státy | The Forum                            |
| 13. června 1972   | San Diego        | Spojené státy | International Sports Arena           |
| 14. června 1972   | Tucson           | Spojené státy | Tucson Convention Center             |
| 15. června 1972   | Albuquerque      | Spojené státy | University Arena                     |
| 16. června 1972   | Denver           | Spojené státy | Denver Coliseum                      |
| 18. června 1972   | Bloomington      | Spojené státy | Metropolitan Sports Center           |
| 19. června 1972   | Chicago          | Spojené státy | International Amphitheatre           |
| 20. června 1972   | Chicago          | Spojené státy | International Amphitheatre           |
| 22. června 1972   | Kansas City      | Spojené státy | Municipal Auditorium                 |
| 24. června 1972   | Fort Worth       | Spojené státy | Tarrant County Convention Center     |
| 25. června 1972   | Houston          | Spojené státy | Hofheinz Pavilion                    |
| 27. června 1972   | Mobile           | Spojené státy | Mobile Civic Center                  |
| 28. června 1972   | Tuscaloosa       | Spojené státy | Memorial Coliseum                    |
| 29. června 1972   | Nashville        | Spojené státy | Municipal Auditorium                 |
| 4. července 1972  | Washington, D.C. | Spojené státy | Robert F. Kennedy Memorial Stadium   |
| 5. července 1972  | Norfolk          | Spojené státy | Norfolk Scope                        |
| 6. července 1972  | Charlotte        | Spojené státy | Charlotte Coliseum                   |
| 7. července 1972  | Knoxville        | Spojené státy | Civic Arena                          |
| 9. července 1972  | St. Louis        | Spojené státy | Kiel Convention Hall                 |
| 11. července 1972 | Akron            | Spojené státy | Rubber Bowl                          |
| 12. července 1972 | Indianapolis     | Spojené státy | Indiana Convention-Exposition Center |
| 13. července 1972 | Detroit          | Spojené státy | Cobo Hall                            |
| 14. července 1972 | Detroit          | Spojené státy | Cobo Hall                            |
| 15. července 1972 | Toronto          | Kanada        | Maple Leaf Gardens                   |
| 17. července 1972 | Montréal         | Kanada        | Montreal Forum                       |
| 18. července 1972 | Boston           | Spojené státy | Boston Garden                        |
| 19. července 1972 | Boston           | Spojené státy | Boston Garden                        |
| 20. července 1972 | Filadelfie       | Spojené státy | The Spectrum                         |
| 21. července 1972 | Filadelfie       | Spojené státy | The Spectrum                         |
| 22. července 1972 | Pittsburgh       | Spojené státy | Civic Arena                          |
| 24. července 1972 | New York City    | Spojené státy | Madison Square Garden                |
| 25. července 1972 | New York City    | Spojené státy | Madison Square Garden                |
| 26. července 1972 | New York City    | Spojené státy | Madison Square Garden                |